# Сквер имени Пономаренко (Кременчуг)
Сквер имени Пономаренко — сквер, расположенный в городе Кременчуг (Полтавская область, Украина). Назван в честь Пономаренко Ивана Кондратьевича, руководившего городом в 1990—1994 и 1995—1998 годах.

## Описание
Сквер площадью 0,62 га расположен в нагорной части города, в жилом городке между улицей Маяковского, улицей Ватутина, переулком Белинского и проспектом Свободы. 

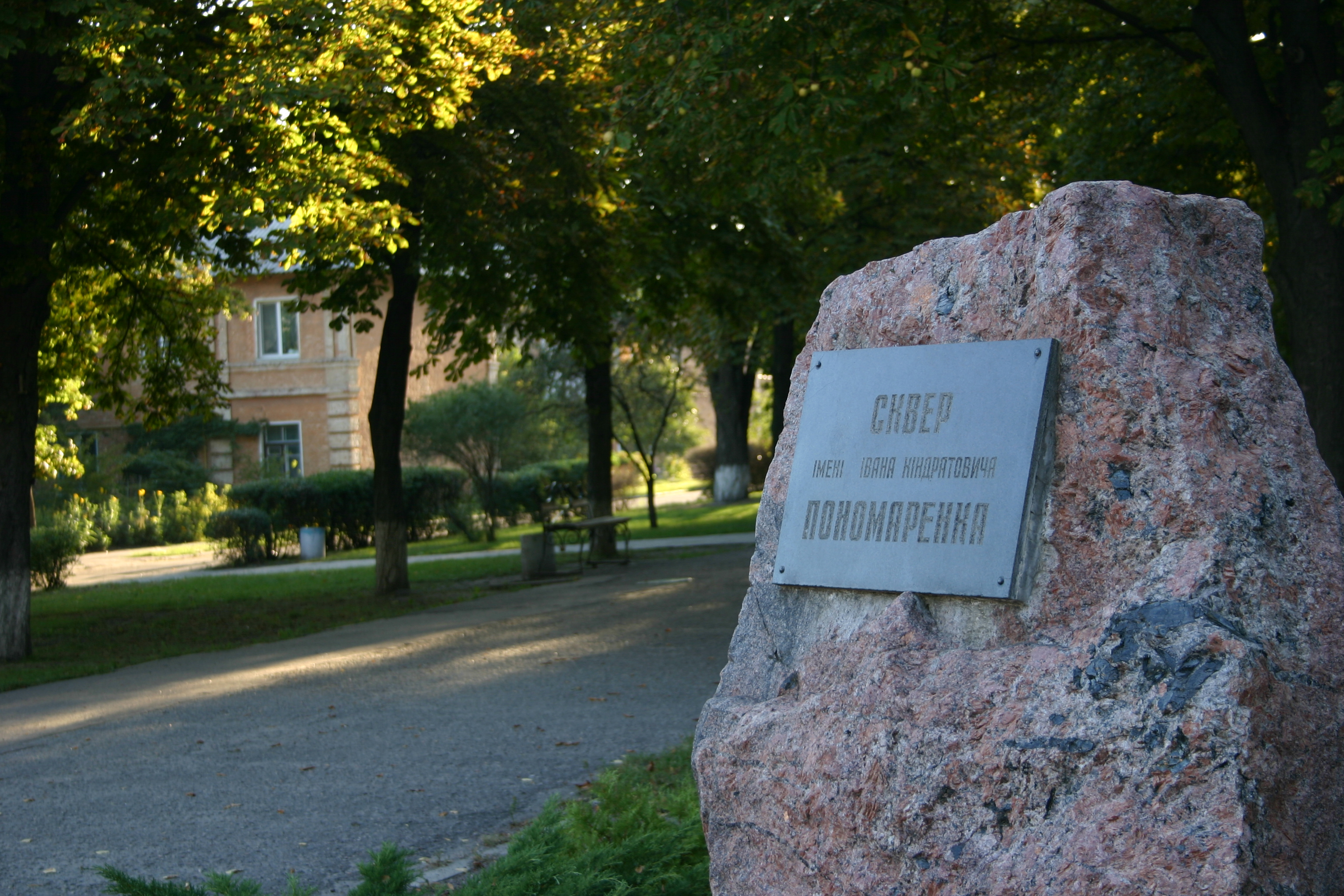
Камень в сквере имени Пономаренко

 Через сквер проходит пешеходная аллея. Вдоль аллеи расположены детская и спортивная площадки, а также скамейки для отдыха. При входе в сквер установлен памятный камень с названием сквера.
Сквер является местом проведения различных городских мероприятий: празднований, посвящённых Дню Победы, общественных субботников, публичных обсуждений. Обустройство сквера осуществляется под патронажем организации «Кременчугмясо».

## История
В 1950-е годы на проспекте Ленина (ныне — проспект Свободы) в районе жилого дома № 62 был высажен прямоугольный сквер площадью 0,62 га. Сквозь сквер была проложена аллея, высажены деревья конского каштана обыкновенного, по периметру росли кусты бирючины обыкновенной. Вокруг сквера был установлен металлический забор. Сквер предназначался для короткого тихого отдыха.
Сквер был переименован в честь Ивана Пономаренко, бывшего городского главы, 1 мая 2001 года, через несколько лет его смерти. С инициативой по переименованию выступили представители руководства области, города и Автозаводского района. Решение о переименовании было принято XXXI сессией городского совета XXIII созыва. Тогда же в сквере был установлен гранитный камень и высажены ива пурпурная, можжевельник скальный и голубая ель. Камень был позже включен в перечень памятников истории и культуры города.
При содействии Автозаводского исполкома в 2009 году работниками КП «Благоустрій Кременчука» сквер был реконструирован. По бокам от центрального входа были посажены хвойные деревья, барбарис и розы. В 2010 году существовали планы по замене гранитного камня на стелу, посвящённую Пономаренко, однако эти планы не были осуществлены. Камень был исключён из перечня памятников.
В 2013 году в сквере появилась «скамья примирения», были установлены скамейки, обустроены спортивная и детская площадка.